# 2022年國家影評人協會獎
第57屆國家影評人協會獎（The 57th National Society of Film Critics Awards）是國家影評人協會以茲獎勵2022年電影的獎項，於2023年1月7日公布得獎名單。該協會決定將本屆會議獻給為《洛杉磯時報》等出版物撰寫文章的已逝影評人兼協會成員席拉·班森。

## 獲獎名單

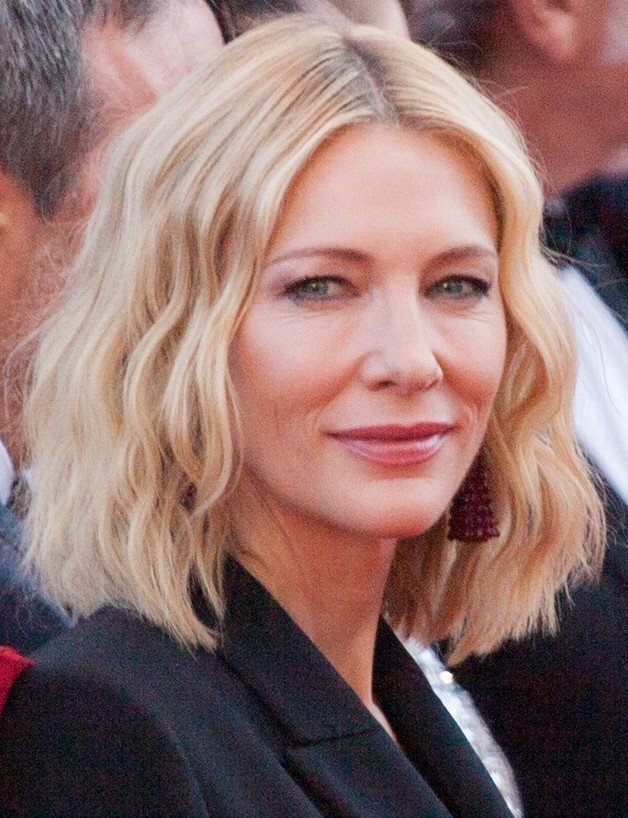
最佳女主角：凯特·布兰切特

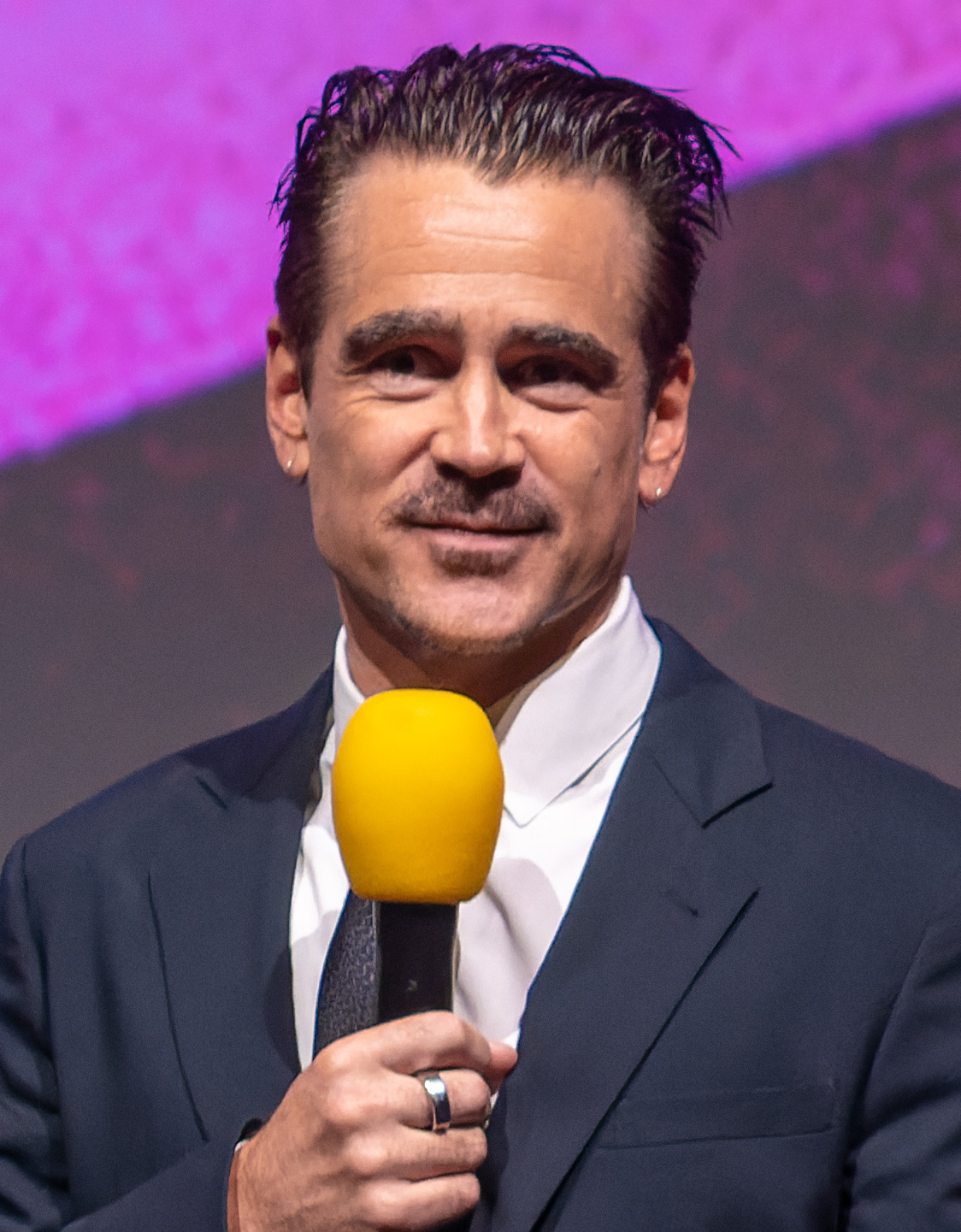
最佳男主角：科林·法雷尔

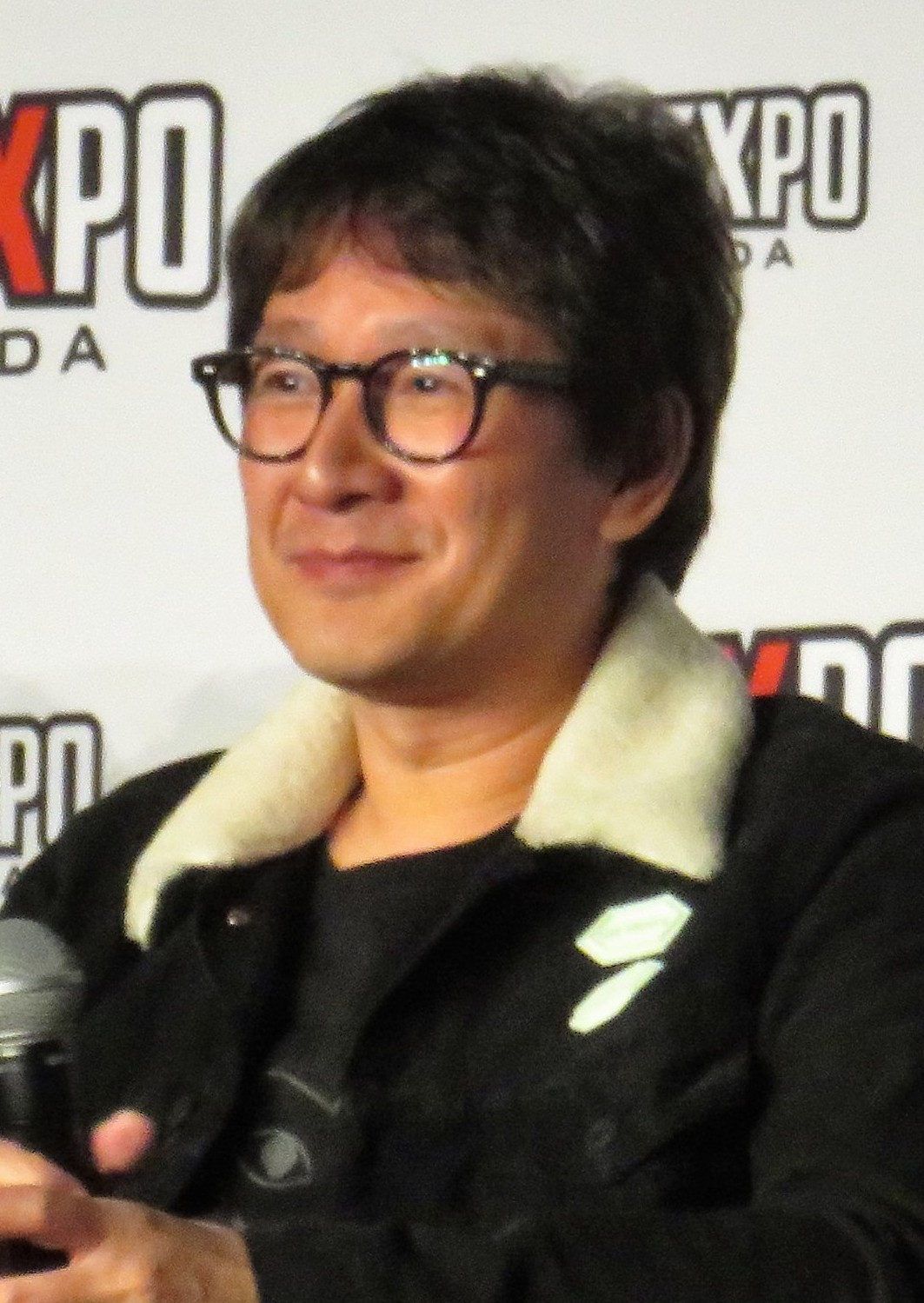
最佳男配角：關繼威

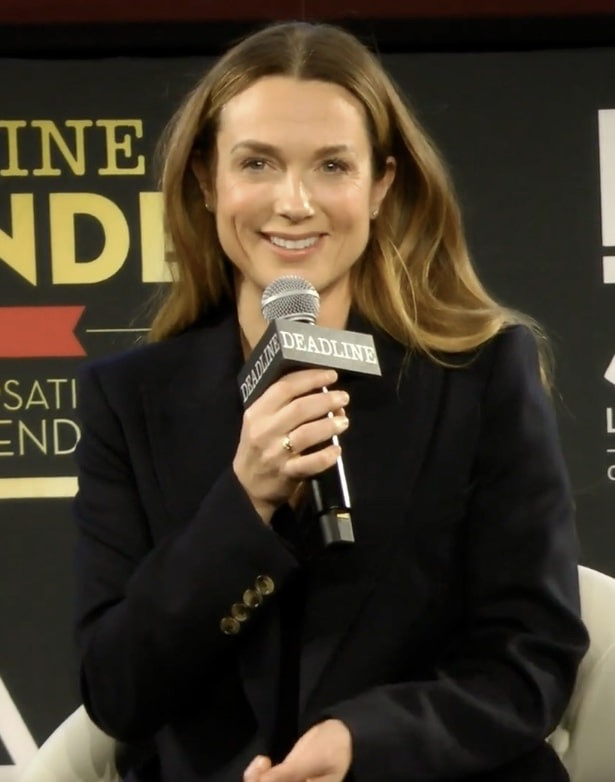
最佳女配角：凯瑞·康顿

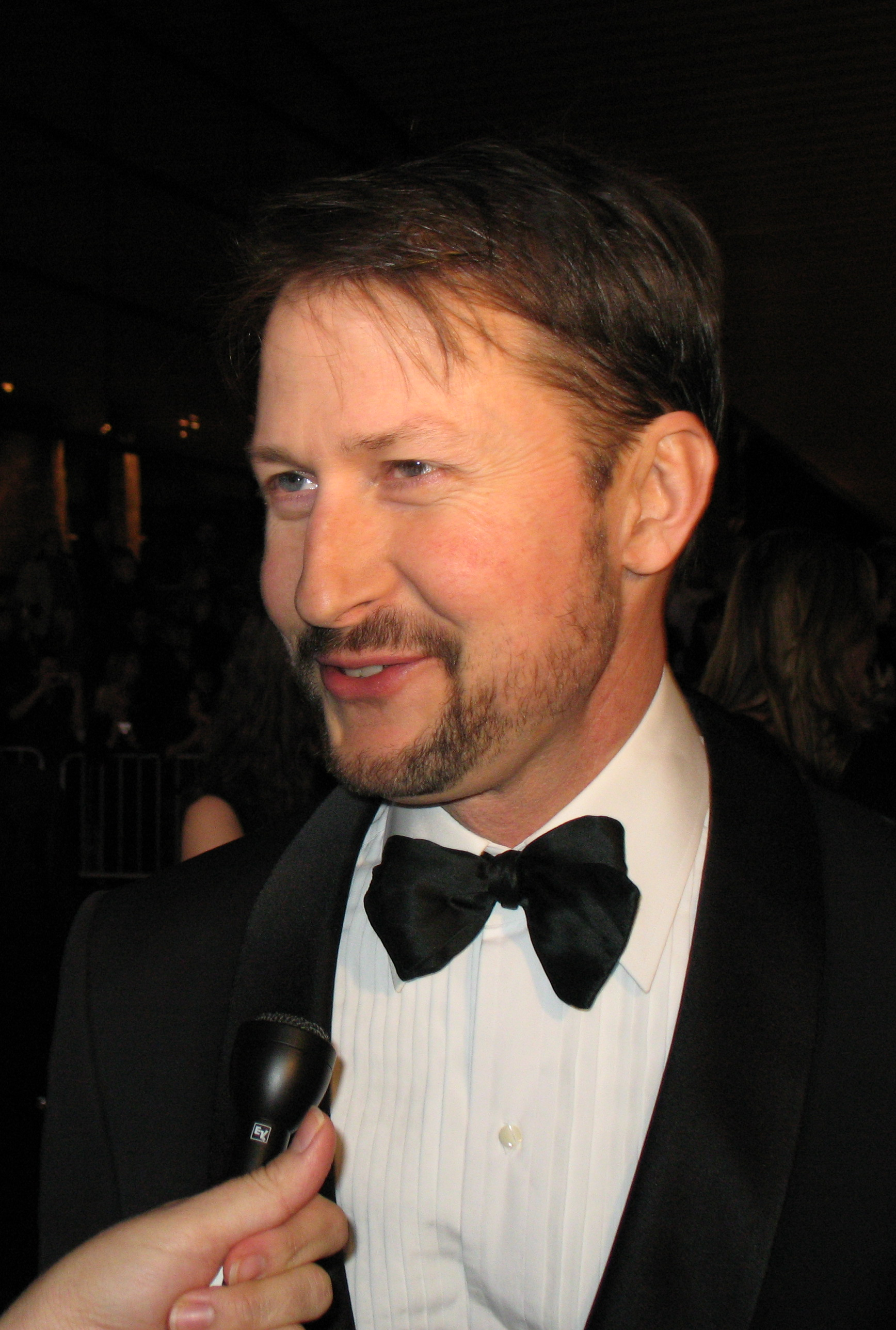
最佳劇本：陶德·菲爾德

### 最佳影片
1. 《TÁR塔爾》（61點）
2. 《日麗》（49點）
3. 《伊朗無熊無懼（英语：No Bears）》（32點）

### 最佳導演
1. 《日麗》夏洛特·威爾斯（英语：Charlotte Wells）（60點）
2. 《分手的決心》朴贊郁（47點）
3. 《伊朗無熊無懼（英语：No Bears）》贾法尔·帕纳希（36點）

### 最佳女主角
1. 《TÁR塔爾》凯特·布兰切特（59點）
2. 《媽的多重宇宙》楊紫瓊（38點）
3. 《永恆的女兒（英语：The Eternal Daughter）》泰達·史雲頓（27點）

《法貝爾曼》蜜雪兒·威廉絲（27點）

### 最佳女配角
1. 《伊尼舍林的女妖》凯瑞·康顿（57點）
2. 《TÁR塔爾》妮娜·霍斯（43點）
3. 《悲情三角》朵莉·狄利昂（英语：Dolly de Leon）（35點）

### 最佳男主角
1. 《楊之後》、《伊尼舍林的女妖》科林·法雷尔（71點）
2. 《日麗》保羅·梅茲卡爾（55點）
3. 《倫敦生之慾》比·乃爾（33點）

### 最佳男配角
1. 《媽的多重宇宙》關繼威（45點）
2. 《橋之彼端》布萊恩·泰瑞·亨利（35點）
3. 《伊尼舍林的女妖》貝瑞·柯根（27點）

### 最佳劇本
1. 《TÁR塔爾》陶德·菲爾德（61點）
2. 《伊尼舍林的女妖》馬丁·麥多納（42點）
3. 《世界末日》詹姆士·葛雷（18點）

### 最佳非英語電影
1. 《如果驢知道》（43點）
2. 《伊朗無熊無懼（英语：No Bears）》（37點）
3. 《分手的決心》（34點）

### 最佳非虛構電影
1. 《美人们与流血事件》（46點）
2. 《後裔：最後的奴隸船（英语：Descendant (2022 film)）》（40點）
3. 《在牠們的凝視之間（英语：All That Breathes）》（27點）

### 最佳攝影
1. 《如果驢知道》米哈爾·迪梅克（Michał Dymek）（62點）
2. 《不！》霍伊特·范霍特瑪（英语：Hoyte van Hoytema）（37點）
3. 《分手的決心》金智龍（34點）

### 電影承襲獎
- 珍寧·貝辛格（英语：Jeanine Basinger）：最受尊敬且重要的電影學者，任職於維思大學時，持續為好萊塢與學術界、電影研究與電影愛好間搭起橋樑。
- 《Screen Slate（英语：Screen Slate）》：不可或缺的每日線上出版網站，由強·狄林傑（Jon Dieringer）創辦與編輯，對紐約的電影製作、劇場展覽與影評社群的建立與維護付出許多貢獻，並擴展至全世界。
- 特納經典電影頻道：網羅對電影史影響巨深又廣泛的作品，雖然之於觀眾是理所當然，但值得給予業主極大的關心與關注。

## 外部連結
- 官方网站